# 雅沃尔
雅沃尔（法語：Javols）是法国洛泽尔省的一个市镇，属于芒德区（Mende）奥蒙奥布拉克县（Aumont-Aubrac）。该市镇总面积31.21平方公里，2009年时的人口为325人。

## 人口
雅沃尔人口变化图示